# Гарф, Анна Львовна
Анна Львовна Гарф (настоящая фамилия Гарфункель; 12 августа 1908, Смолевичи — 20 августа 1997) — русская детская писательница, собирательница фольклора Алтая.
Родилась в Смолевичах, ныне Минской области Белоруссии. Окончила МГУ им. М.В.Ломоносова (1931). Чл. Союза писателей СССР (1945).

## Культура Алтая
Начиная с 1926 года литературная деятельность Анны Гарф была связана с Горным Алтаем. Благодаря творческому содружеству двух писателей — А.Гарф и П. Кучияк — алтайские народные сказки получили широкую известность. Большинство из них подвергалось значительной переработке и представляет произведения, написанные по мотивам алтайских народных сказок. Алтайские сказки А. Гарф и П. Кучияка переведены на языки народов СССР, а некоторые из них опубликованы на иностранных языках в изданиях для зарубежных читателей.

## Сочинения

### Проза
- Сказки Алтая. Новосибирск, 1937 (в соавт. с П. В. Кучияком)
- Сказки Алтая. Новосибирск, 1938
- Алтайские сказки. М.;Л., 1939
- Чимбиоки. М.;Л., 1945
- Что такое? М., 1946
- Север. М., 1948 (в соавт. с В. В. Покшишевским)
- Алтайские сказки. Новосибирск, 1952 (в соавт. с П. В. Кучияком)
- Магнетрон. М., 1957 (в соавт. с Бабат, Георгий Ильич)
- Утраченная вселенная. М., 1964 (в соавт. с Г. И. Бабат)
- Вот какие наши руки. М., 1961
- «Хюпкай» и другие народные сказки. М., 1964
- Ак-Чечек — Белый цветок: Алтайские сказки. Новосибирск, 1967 (в соавт. с П. В. Кучияком)
- Сказка для гостей. М., 1970
- В гостях у бабушки Кандики: По мотивам сказок народов Севера. М., 1971
- Кожаные башмаки: Повесть. М., 1971
- Лесной мальчик. М., 1971 (в соавт. с П. В. Кучияком)
- Грозный Чалл. Новосибирск, 1973
- Как зайчишка ума набрался. М., 1974[7]
- Мальчик Ырысту: Алтайская сказка. Горно-Алтайск, 1975 (в соавт. с П. В. Кучияком)
- Агас — Отважный Горностай. Новосибирск, 1976
- Медведь-судья. М., 1976 (Сказки дружной семьи) (в соавт. с П. В. Кучияком)
- Танзаган — отец алтайцев: Алтайские сказки. М., 1978 (в соавт. с П. В. Кучияком)
- Маша-Мураша. М., 1979
- Белый слон и часы с кукушкой. М., 1981
- Керченский счастливец// Юность,1988